# Perlla
Perla da Silva Fernandes, mais conhecida como Perlla (Nilópolis, 28 de novembro de 1988), é uma cantora e compositora brasileira, que estreou em 2006 com sua versão para a canção Totalmente Demais, do Hanói-Hanói.
Dona de hits dos anos 2000 como: Tremendo Vacilão, Eu Vou e Depois do Amor. Migrou do funk para o gospel e após sete anos retornou ao gênero de origem.
Foi participante da 5ª temporada da Dança dos Famosos e da 10ª temporada de A Fazenda.

## Biografia
Perla da Silva Fernandes nasceu na extinta Casa e Maternidade Santo Ignez, em Nilópolis, Baixada Fluminense, Região Metropolitana do Rio de Janeiro, no estado do Rio de Janeiro, em 28 de novembro de 1988. Filha de um casal evangélico, começou cantar aos quatro anos por influência de sua avó, fazendo parte do coral de sua igreja e fazendo parte também de um grupo teatral dirigido por Gilson Teatro Juventude Exportação. Durante a infância, passada no bairro de Brás de Pina, Zona Norte do Rio de Janeiro, Perlla ajudava o pai a coletar sucatas para vender para a reciclagem como forma de sobrevivência da família, sendo que também passou a vender balas e sacolés na praia.

## Carreira

### 2006–07:Eu Só Quero Ser Livre
Em 2006, aos dezessete anos e distante dos paradigmas do funk carioca com palavrões e conotação sexual, a jovem começou a compor e cantar canções que mesclavam funk melody, estilo que fez sucesso na década de 80 com artistas como Stevie B, e música pop, buscando levar um lado mais puro da canção vinda da periferia para as rádios, inspirada em artistas como Claudinho & Buchecha. Em 2004, aos quinze anos, conheceu os produtores DJ Mãozinha e Umberto Tavares, responsáveis pelo sucesso de artistas como Kelly Key, Klebber Toledo, Bruna Marquezine e Ticiane Pinheiro que passaram a investir nela como cantora. Na mesma época decidiu mudar seu nome artístico para Perlla com duas letras L, para não ser confundida com a cantora paraguaia da década de 1970 de mesmo nome. Com o sonho de introduzir novamente o estilo do funk melody nas rádios cantando sobre amores e desencontros sem precisar levá-lo para o lado sexual, conseguiu o apoio de uma rádio comunitária em Queimados, onde começou a tocar suas primeiras canções. Em 2007, seu álbum demo chegou nas mãos do DJ Marlboro e da gravadora Deckdisc, que acabou a contratando.
A artista acabou despertando a atenção da gravadora Deckdisc, que lançou seu primeiro álbum, "Eu Só Quero Ser Livre", no qual narra as aventuras e desventuras de uma jovem igual a qualquer uma, que só quer curtir a vida. O primeiro álbum de estúdio da cantora foi lançado em 2006 com o single: "Tremendo Vacilão" e foi a única canção de Perlla a ter um videoclipe,  já teve como carro-chefe a canção "Totalmente Demais" na trilha sonora da novela Cobras & Lagartos, a canção foi um sucesso . Depois do hit de Tremendo Vacilão, a gravadora lançou o  single "Eu Vou". Assim, o álbum encerrou muito bem nas paradas e os singles também, tendo um ótimo desempenho e um ótimo recebimento do público, tornando-se o melhor álbum da artista.  Entre abril e maio, Perlla fez sua 1ª turnê internacional. Primeiro passou pelo Japão e Estados Unidos. Uma versão de seu álbum "Eu Só Quero Ser Livre" foi lançado nas lojas do Japão. Junto de Felipe Dylon, Perlla cantou uma canção, do grupo norte-americano High School Musical, no show Criança Esperança de 2007. A cantora esteve presente na 5ª edição do talent show Dança dos Famosos do Domingão do Faustão, mas logo na primeira apresentação ela acabou sendo desclassificada.

### 2007–11:Mais Pertoe participações
O segundo álbum de estúdio da cantora foi lançado em 2007, mas antes a canção "Depois do Amor" (original do álbum Eu Só Quero Ser Livre) teve um relançamento com o cantor Belo. Mais Perto foi lançado e obteve como single a canção Carrapato. A canção entrou bem nas paradas: ficou entre as 15 mais pedidas.
Depois, vieram "Tanta Solidão" e "Menina Chapa Quente". Mesmo não fazendo tanto sucesso como no primeiro álbum, Mais Perto foi um álbum bem recebido pelo público. A canção "Motivos" foi apenas um single promo, lançado apenas em algumas rádios. A artista também resolveu lançar uma versão remix da canção Beijo de Cinema, do álbum Mais Perto como novo single. Para isso, ela regravou a canção e produziu um videoclipe.
Perlla gravou a canção "Tudo é Perfeito" especialmente para a novela Promessas de Amor e foi lançada nas rádios em Janeiro e não obteve muito sucesso. A cantora, no entanto, fez questão de frisar que sua última canção de trabalho - cujo nome é "Quem Não Quer Sou Eu" - foi gravada bem antes do fim do noivado com Léo Moura. O namoro terminou em março, voltou em abril e por fim, terminou de vez em maio. A canção teve como participação especial o cantor/rapper Marcelo D2 e não obteve êxito nas paradas. Perlla fez uma participação na canção "No Rádio" do grupo Sociedade do Samba, a linda balada estorou nas rádios paulistanas e também nas paradas de sucesso do Brasil. Além disso, a canção "Selinho na Boca" do cantor Latino, onde ela fez uma participação está sendo muito tocada nas rádios e foi lançada como o último single álbum Junto e Misturado. A canção teve relevo entre as 10 mais nas paradas de sucesso e Perlla também cantou com Latino na festa de Barretos. Perlla fez mais uma vez uma participação em uma canção de Latino. A canção intitulada "Se Vira" foi regravada no estúdio na versão funk/dance (já que a versão original com Tânia Mara e a versão ao vivo com a própria Perlla foram descartadas para as rádios). A canção é o 4º single de 2009 que tem a participação de Perlla a ser lançado nas rádios.
Em junho de 2010, Perlla lançou uma nova canção "Rindo à Toa", com um estilo mais pop, tendo também um clipe dirigido pelo ator Rafael Almeida. Em 2010 passou a preparar a gravação de seu primeiro álbum ao vivo e DVD, confirmando participações confirmadas dos cantores Belo e Alexandre Pires, além do DJ Malboro, porém o projeto acabou sendo abandonado após seu casamento.

### 2012–16: Carreira gospel
Em 2012 anunciou que se tornaria cantora evangélica. Em 2013 trocou de gravadora e assinou com a Mess Entretenimento. Em março de 2013, foi lançado seu terceiro disco com o título "A Minha Vida Mudou" pela Central Gospel Music. Gravou também um dueto com a cantora gospel Jozyanne, "Amor por ti”. Em novembro de 2014, lançou um disco especial de Natal chamado "Noite de Paz". O disco tem participações especias de Cristina Mel e Eli Soares, alem de regravações de vários sucessos como "Me Ama", "Grande é o Senhor", "Aclame ao Senhor", entre outras, retornando a Gravadora Deckdisc.

### 2017–presente: Retorno às origens
Em junho de 2017 ela deixa a carreira gospel e anuncia a volta para a música comercial. Em entrevista ao jornal Extra, disse: "Recentemente, fiz um show para uma rádio e as pessoas pediram minha volta com muito carinho. Muita gente sempre me cobrou esse retorno, falava das turnês maravilhosas que eu fazia. Fiquei um tempo dedicada a minha família, mas decidi que agora, com minhas filhas maiores, é o momento de voltar". Seu retorno foi marcado com a presença da cantora em diversos programas de TV cantando seus antigos sucessos e seu single inédito "Rainha", lançado no seu canal no YouTube no dia 10 de agosto de 2017. Relançando seu canal no YouTube, lançou o single "Rainha",   áudios de seus antigos sucessos, vlog's e de forma inédita videoclipes do seu DVD (que não foi lançado) gravados em 2010. No mês de dezembro de 2017, Perlla foi eleita madrinha da Parada do Orgulho LGBT de Duque de Caxias, ocorrendo o mesmo no mês seguinte na Parada do Orgulho LGBT de Barra do Piraí, no Sul Fluminense. Em dezembro de 2017 foi lançada sua participação no single "Beijando Todo Mundo" da cantora Mica Condé, tendo o clipe oficial lançado no YouTube no dia 11 de janeiro de 2018. Já no dia 6 de abril, lançou sua nova canção de trabalho "No meu Comando". Em julho lançou uma versão da canção "Garganta" de Ana Carolina. Em 2018 foi anunciada como participante em A Fazenda 10, onde foi a quarta eliminada com 22,64% dos votos. Em março de 2022, Perlla anunciou que abandonou a carreira de cantora e se tornou Influenciadora digital.

## Vida pessoal
A cantora na infância foi catadora de sucata para reciclagem e vendedora de balas e sorvete na praia para ajudar no sustento da família. Foi noiva do jogador Léo Moura, mas devido a um caso de infidelidade (no qual Léo Moura engravidou uma mulher com quem teve uma relação passada), terminou o noivado. Já namorou o também jogador Álvaro e também o cantor de pagode Gustavo Lins. Em março de 2011 casou-se com o baixista da sua banda Cássio Castilho, sendo que em 17 de agosto do mesmo ano anunciou que estava grávida de uma menina. Em 25 de março de 2012 nasceu sua primeira filha, Pérola, e em 23 de maio de 2013 nasceu sua segunda filha, Pietra. Em maio de 2019, Perlla anunciou a separação do músico Cássio Castilho, reatando após cinco meses. Em agosto de 2020 novamente anuncia a separação. Desde maio de 2021, namora o empresário Patrick Abrahão.
Em 19 de outubro de 2022, o marido da cantora foi preso na operação da Polícia Federal, da Receita Federal e da Agência Nacional de Mineração, contra um esquema de pirâmide na rede da criptomoeda que causou um prejuízo de 4,1 bilhões de reais.

## Discografia
Álbuns de estúdio
- 2006: Eu Só Quero Ser Livre
- 2007: Mais Perto
- 2013: A Minha Vida Mudou
- 2014: Noite de Paz - Canções para Celebrar

## Filmografia
| Ano  | Título            | Cargo                    | Notas        |
| ---- | ----------------- | ------------------------ | ------------ |
| 2008 | Dança dos Famosos | Participante (9º lugar)  | Temporada 5  |
| 2018 | A Fazenda         | Participante (13º lugar) | Temporada 10 |
| 2019 | Canta Comigo      | Jurada                   | Temporada 2  |
| 2020 | Canta Comigo Teen | Jurada                   | Temporada 1  |

| Ano  | Título                         | Personagem |
| ---- | ------------------------------ | ---------- |
| 2017 | Entre o Medo, a Fé e a Coragem | Elis       |

## Turnês
- Turnê Livre (2006–07)
- Turnê Mais Perto (2008–10)
- Turnê Europa (2010)[8]
- Turnê Minha Vida Mudou (2014)[9]
- Turnê A Rainha Voltou (2017–18)